# Phyllanthus albizzioides
Phyllanthus albizzioides là một loài thực vật có hoa trong họ Diệp hạ châu. Loài này được (Kurz) Hook.f. miêu tả khoa học đầu tiên năm 1887.